# 翊园
翊园位于上海市浦东新区横沔镇沔青村川周公路2607号。俗称陈家花园，又称小哈同花园，园主是哈同管家横沔人陈文甫。其父是“天下第一琵琶”陈子敬。

## 历史
陈文甫回乡后，效仿哈同花园格式建造。此园兴建于1921年，1924年竣工。1933年立铅字《翊园记》汉白玉碑。解放后曾作为横沔镇敬老院，1960年起翊园作为上海市第二精神病疗养院使用。2002年5月29日公布为浦东新区文物保护单位。2014年4月4日公布为上海市文物保护单位。

## 景点
园三面环水，具有典型的苏州园林特色。
景点有瑞云峰、千层石、太湖石，猴潭、假山洞、九曲桥、丰虹亭、钓鱼台、古藤长廊。
园内现有古树名木凌霄、枸骨、雪松等百年古树。
整个林园占地18731平方米，为中西合璧的园林建筑特色。

## 建筑特色
主要建筑为：
- 承礼堂：坐北朝南，砖木结构，硬山灰瓦顶。
- 长春禧舍二层楼，面阔5间，建筑面积290平方米，硬山灰瓦顶。
- 承礼堂为平房，面阔3间，建筑面积92平方米。

1. ↑  国家文物局主编. . 北京：中华地图学社. 2017-01: 136–140. ISBN 978-7-80031-643-2.